# Кариокарови
Кариокаровите (Caryocaraceae) са семейство растения от разред Малпигиецветни (Malpighiales).
Таксонът е описан за пръв път от германско-датския ботаник Йоахим Ото Фогт през 1845 година.

## Родове
- Anthodiscus
- Caryocar